# Dipodomys ingens
Dipodomys ingens és una espècie de mamífer rosegador de la família dels heteròmids. És endèmica de Califòrnia (Estats Units). S'alimenta principalment de llavors, tot i que també consumeix herba i insectes. El seu hàbitat natural són les planes. Està amenaçada per la transformació del seu entorn per a usos agrícoles, industrials i urbans, juntament amb l'ús de rodenticides.